# Caroline Reuß xứ Greiz
Caroline Elizabeth Ida Reuß xứ Greiz (13 tháng 7 năm 1884 – 17 tháng 1 năm 1905) là người vợ đầu tiên của Wilhelm Ernst I xứ Sachsen-Weimar-Eisenach.